# Gerald Kaufman
Sir Gerald Bernard Kaufman (Leeds, 1930. június 21. – 2017. február 26.) brit munkáspárti politikus.
1970-től és 2017-ig, halálálig parlamenti képviselő volt. 2015. május 7-től az alsóház korelnöke volt. 1974. március 8. és 1975. június 11. között környezetvédelmi miniszterként tevékenykedett. 1992 és 2005 között a parlament Kulturális, Média és Sport Bizottságának az elnöke volt.